# Nêsoi
Dans la mythologie grecque, les Nêsoi (en grec ancien Nῆσοι / Nē̂soi, « îles ») sont des divinités éponymes ou des personnifications des îles. Elles ne sont identifiées que dans l'Hymne à Délos de Callimaque de Cyrène.

## Étymologie
En grec ancien, νῆσος / nē̂sos (au pluriel nῆσοι / nē̂soi) signifie « île » ou « presqu'île ».

## Mythe
En tant que groupe divin distinct, les Nêsoi n'apparaissent que dans l'Hymne à Délos (it) du poète hellénistique Callimaque de Cyrène (IIIe siècle av. J.-C.) :
« ἀλλά οἱ οὐ νεμεσητὸν ἐνὶ πρώτῃσι λέγεσθαι,
ὁππότ’ ἐς Ὠκεανόν τε καὶ ἐς Τιτηνίδα Τηθύν
νῆσοι ἀολλίζονται, ἀεὶ δ’ ἔξαρχος ὁδεύει.
ἡ δ’ ὄπιθεν Φοίνισσα μετ’ ἴχνια Κύρνος ὀπηδεῖ
οὐκ ὀνοτὴ καὶ Μάκρις Ἀβαντιὰς Ἐλλοπιήων
Σαρδώ θ’ ἱμερόεσσα καὶ ἣν ἐπενήξατο Κύπρις
ἐξ ὕδατος τὰ πρῶτα, σαοῖ δέ μιν ἀντ’ ἐπιβάθρων. »
— Callimaque de Cyrène, Hymnes à Délos, vers 16-22.
        
« Toutefois, quand les filles de l’Océan et de Téthys se rassemblent chez leur père, toutes, sans envie, cèdent le pas à Délos. La Corse, bien qu’elle ne soit pas sans honneur, la Corse ne marche qu’après elle, ainsi que l’aimable Sardaigne, ainsi que l’île aux rivages prolongés qu’ont peuplée les Abantes, et celle qui, pour avoir accueilli Vénus au sortir de l’onde, a toujours ressenti ses bienfaits. »
— Traduction française de Gabriel de La Porte du Theil, 1842.
Dans ce texte, les Nêsoi sont les filles d'Océanos et de Téthys, avec à leur tête Délos. Elles peuvent être considérées comme des éponymes ou des personnifications des îles,.
Le philologue allemand Ernst Maass (de) propose de voir dans ces Nêsoi le chœur des Océanides mentionné dans un hymne précédant, dédié à Artémis : elles représenteraient différents lieux de culte consacrés à la divinité.

### Sources antiques
- Callimaque, Hymnes [détail des éditions] (lire en ligne), IV (« À Délos »), 18.